# Stylops swenki
Stylops swenki är en insektsart som beskrevs av Pierce 1909. Stylops swenki ingår i släktet Stylops och familjen stekelvridvingar. Inga underarter finns listade i Catalogue of Life.